# Аясе (Канаґава)

35°26′14″ пн. ш. 139°25′37″ сх. д. / 35.43722° пн. ш. 139.42694° сх. д.
Аясе́ (яп. 綾瀬市, あやせし, МФА: [ajase ɕi̥]) — місто в Японії, в префектурі Канаґава.

## Короткі відомості
Розташоване в центральній частині префектури. Виникло на основі сільських поселень раннього нового часу. Отримало статус міста 1978 року. Основою економіки є сільське господарство, харчова промисловість, комерція. В місті розташована авіаційна база Ацуґі військово-повітряних сил США та база військово-морських Сил Самооборони Японії. Станом на 1 квітня 2009 площа міста становила 22,28 км². Станом на 1 липня 2011 населення міста становило 83 244 осіб.

## Міста-побратими
- Касіва, Японія (1967)